# 曼聯預備隊及青訓學院
曼徹斯特聯足球會21歲以下青年隊（英語：Manchester United Football Club Under-21s，簡稱曼聯U21）是曼聯青年隊中及前身曼聯預備隊（英語：Manchester United Football Club Reserves）的最高級別青年隊。
現時參加由2012/13年球季開始新成立之職業發展第一級聯賽（英語：Professional Development League 1）又稱為英超U21聯賽。另有一支曼聯U18參加英超U18聯賽。
過往曼聯預備隊，在英格蘭足球預備組超級聯賽北部賽區參賽。自聯賽於1999年成立以來，曼聯預備隊於2002年、2005年、2006年及2010年四度稱霸。他們亦同時參與曼徹斯特高級盃（Manchester Senior Cup），
曼聯U21青年隊現任領隊是華倫·載斯（Warren Joyce），他在擔任兩年助理領隊後於2010年12月接替離隊返國任教的奥勒·居纳尔·索尔斯克亚，載斯以前曾執教曼聯在比利時的衛星球會皇家安特衛普。自2013年11月開始，曼聯預備隊在沙福特紅魔鬼（Salford Red Devils）的主場「沙福特城球場」（Salford City Stadium）進行主場賽事，以前亦曾採用諾夫維治維多利亞（Northwich Victoria）的「維多利亞體育場」（Victoria Stadium），海德（Hyde）的「伊温菲斯」（Ewen Fields）及艾川查姆（Altrincham）的「莫斯巷」（Moss Lane）作為主場。
曼聯預備隊歷來最成功的教練是荷蘭教頭雷内·穆伦斯丁（René Meulensteen），他在2004/05年球季領導球隊贏取預備隊賽事5項錦標中的4項，包括預備組超級聯賽北部賽區、中央聯賽北部賽區（Central League North）、中央聯賽盃（Central League Cup）及預備組超級聯賽總冠軍，僅在曼徹斯特高級盃屈居亞軍未能包攬全部錦標。翌年梅奥伦斯滕再接再厲，贏得預備組超級聯賽北部賽區及總冠軍，並奪得曼徹斯特高級盃一圓心願。

## 21歲以下預備隊

### 現時U21青年隊球員
最後更新：2025年2月4日
1. 國籍圖標根據國際足協的參賽資格定義，但球員可能會持有多於一個非國際足協定義的國籍

| 號碼 | 國籍     | 球員                                 | 位置           | 出生日期       | 加盟年份 | 前屬球會         | 備註       |
| 門將 | 門將     | 門將                                 | 門將           | 門將           | 門將     | 門將             | 門將       |
| ---- | -------- | ------------------------------------ | -------------- | -------------- | -------- | ---------------- | ---------- |
| 45   | 北爱尔兰 | 達莫·美爾（Dermot Mee）              | 門將           | 2002年11月20日 | 2019     | 青訓學院         |            |
| 47   | 波兰     | 曉拔·加錫（Hubert Graczyk）          | 門將           | 2003年2月28日  | 2024     | 阿仙奴青訓學院   |            |
| 50   | 英格兰   | 艾·夏里臣（Elyh Harrison）           | 門將           | 2006年2月19日  | 2022     | 史提芬納治       |            |
| 62   | 英格兰   | 湯·胡斯達（Tom Wooster）             | 門將           | 2005年3月30日  | 2021     | 班士利           |            |
| 65   | 英格兰   | 湯·邁奧斯（Tom Myles）               | 門將           | 2005年11月17日 | 2022     | 青訓學院         |            |
| 後衛 |          |                                      |                |                |          |                  |            |
| 55   | 英格兰   | 泰拿·費迪臣（Tyler Fredricson）      | 中堅           | 2005年2月23日  | 2022     | 青訓學院         |            |
| 61   | 英格兰   | 森·梅利（Sam Murray）                | 左閘           | 2004年9月25日  | 2021     | 哈特斯菲青訓學院 |            |
| 65   | 英格兰   | 湯·邁奧斯（Tom Myles）               | 門將           | 2005年11月17日 | 2022     | 青訓學院         |            |
| 66   | 英格兰   | 夏必·奧根尼耶（Habeeb Ogunneye）     | 右閘           | 2005年11月12日 | 2022     | 青訓學院         |            |
| 中場 |          |                                      |                |                |          |                  |            |
| 42   | 马里     | 錫高·高尼（Sékou Koné）              | 防守中場       | 2006年2月3日   | 2024     | Guidars FC       |            |
| 47   | 英格兰   | 湯美·路維（Tommy Rowe）              | 中場           | 1988年9月24日  | 2024     | 唐卡士打         | 球員兼教練 |
| 63   | 直布罗陀 | 占士·史簡朗（James Scanlon）         | 進攻中場／翼鋒 | 2006年9月28日  | 2023     | 打比郡青訓學院   |            |
| 64   | 英格兰   | 積·摩侯斯（Jack Moorhouse）          | 中場           | 2005年11月29日 | 2022     | 青訓學院         |            |
| 70   | 蘇格蘭   | 芬尼·麥阿里士打（Finley McAllister） | 中場           | 2006年7月16日  | 2022     | 青訓學院         |            |
| 前鋒 |          |                                      |                |                |          |                  |            |
| 74   | 蘇格蘭   | 馬拉治·沙柏（Malachi Sharpe）        | 右翼           | 2005年11月20日 | 2022     | 打比郡青訓學院   |            |
| 76   | 英格兰   | 艾殊頓·美善（Ashton Missin）         | 左翼           | 2006年8月15日  | 2022     | 青訓學院         |            |

### 歷任領隊
| 姓名                   | 在任年份  |
| ---------------------- | --------- |
| 威尔士                 | 1946–1964 |
| 英格兰                 | 1964–1969 |
| 老莊·阿斯頓            | 1969–1970 |
| 英格兰                 | 1970–1971 |
| 英格兰                 | 1971–1974 |
| 積·甘頓                | 1974–1981 |
| 拜仁‧韋侯斯            | 1981–1991 |
| 波波·笠臣              | 1991–1995 |
| 占美‧賴恩              | 1991–2000 |
| 英格兰                 | 2000–2001 |
| 布莱恩·麦克莱尔        | 2001–2002 |
| 英格兰                 | 2002      |
| 歷奇·沙比亞            | 2002–2005 |
| 布莱恩·麦克莱尔        | 2004–2005 |
| 雷内·穆伦斯丁          | 2005–2006 |
| 布莱恩·麦克莱尔        | 2006–2008 |
| 奥勒·居纳尔·索尔斯克亚 | 2008–2010 |
| 華倫·載斯              | 2008–2016 |
| 歷奇·畢特              | 2016–2017 |
| 歷奇·沙比亞            | 2017–2019 |
| 尼爾·活                | 2019–2022 |
| 馬克‧丹普斯            | 2022–2023 |
| 查維斯‧賓朗            | 2023至今  |

### 榮譽
- 英超2（英语：Professional Development League）冠軍（3）
  - 2012–13（英语：2012–13 Professional U21 Development League）、2014–15（英语：2014–15 Professional U21 Development League）、2015–16（英语：2015–16 Professional U21 Development League）
- 英格蘭足球預備組超級聯賽北部賽區冠軍（5）
  - 2002年、2005年、2006年、2010年、2012年
- 英格蘭足球預備組超級聯賽附加賽總冠軍（4）
  - 2005年、2006年、2010年、2012年
- 中央聯賽北部賽區冠軍（9）
  - 1913年、1921年、1939年、1947年、1956年、1960年、1994年、1996年、1997年
- 中央聯賽甲組西區冠軍（1）
  - 2005年
- 中央聯賽盃冠軍（1）
  - 2005年
- 曼徹斯特高級盃冠軍（26）
  - 1908年、1910年、1912年、1913年、1920年、1924年、1926年、1931年、1934年、1936年、1937年、1939年、1948年、1955年、1957年、1959年、1964年、1999年、2000年、2001年、2004年、2006年、2008年、2009年、2011年、2012年
- 蘭開郡高級盃冠軍（14）
  - 1898年、1913年、1914年、1920年（並列）、1929年、1938年、1941年、1943年、1946年、1951年、1969年、2008年、2009年、2012年

## 青訓學院
曼聯青訓學院是曼聯青訓系統的組成核心，曾經出產無數曼聯的天王巨星，包括代表曼聯上陣次數最多的首五位－瑞恩·吉格斯、博比·查尔顿、比尔·福尔克斯、保羅·史高斯和加利·尼維利，以及新一波稱為「費爵爺弟子」的自家訓練的天才球員。現時青訓學院以位於曼徹斯特市郊卡靈頓（Carrington）廣達70英亩的特拉福德訓練中心為基地。
青訓學院由U9少年隊至旗艦球隊U18青年隊等不同年齡級別球隊組成，U18青年隊現時參加英超U18及英格蘭足總青年盃，球隊仍保持9奪冠軍最多的記錄。U16及U18青年隊通常於每週六早上11時在卡靈頓進行賽事，而足總青年盃則會移師到預備隊的主場「沙福特城球場」（Salford City Stadium），如戲碼吸引，甚或在76,000座的奧脫福球場舉行以容納更多觀眾。
保羅·麥堅尼斯（Paul McGuinness）是青訓學院U18青年隊的主教練，於2007年帶領球隊晉級英格蘭足總青年盃決賽，但不敵利物浦屈居亞席。同年曼聯青訓學院亦獲得首屆冠軍青年盃（Champions Youth Cup）錦標，在馬來西亞舉行的決賽以1-0擊敗。

### 榮譽
- 英超U18（英语：2023–24 Professional U18 Development League）
  - 全國冠軍（1）：2023–24
  - 北部冠軍（2）：2017–18、2023–24
- 英格蘭足總青年盃冠軍（11）[4]
  - 1953年、1954年、1955年、1956年、1957年、1964年、1992年、1995年、2003年、2011年、2022年
- 英超U18聯賽盃（英语：Premier League Cup (football)）（1）：2023–24
- 藍星/國際足協青年盃冠軍（18）[5]
  - 1954年、1957年、1959年、1960年、1961年、1962年、1965年、1966年、1968年、1969年、1975年、1976年、1978年、1979年、1981年、1982年、2004年、2005年
- 冠軍青年盃冠軍（1）
  - 2007年
- 牛奶盃冠軍（4）[6]
  - 1991年、2003年、2008年、2009年
- 英格蘭足球青年超級聯賽冠軍（3）
  - 1998/99年、2000/01年、2009/10年
- 蘭開郡甲組聯賽冠軍（12）
  - 1954/55年、1983/84年、1984/85年、1986/87年、1987/88年、1989/90年、1990/91年、1992/93年、1994/95年、1995/96年、1996/97年、1997/98年
- 蘭開郡乙組聯賽冠軍（5）
  - 1964/65年、1969/70年、1971/72年、1988/89年、1996/97年
- 蘭開郡甲組補充盃冠軍（4）
  - 1954/55年、1955/56年、1959/60年、1963/64年
- 蘭開郡乙組補充盃冠軍（10）
  - 1955/56年、1956/57年、1959/60年、1961/62年、1963/64年、1964/65年、1965/66年、1969/70年、1971/72年、1976/77年

## 職員
- 青訓學院足球總監： （Nicky Butt）
- 青年足球總監： 吉米·瑞恩（Jimmy Ryan）
- 預備隊領隊： 華倫·載斯（Warren Joyce）
- 預備隊門將教練：懸空
- 17-21歲青訓學院助理總監 及 U18青年隊主教練： 保羅·麥堅尼斯（Paul McGuinness）
- 9-16歲青訓學院助理總監 及 U11/12少年隊主教練： 東尼·韋倫（Tony Whelan）
- U13–16青少隊主教練：懸空
- U11–12少年隊主教練： 東尼·韋倫（Tony Whelan）
- U9–10少年隊主教練： 埃蒙·马尔维（Eamon Mulvey）
- 技術發展教練： 雷内·穆伦斯丁（René Meulensteen）
- 青年教練： 安迪·威尔士（Andy Welsh）
- 青訓學院醫生： 東尼·基爾（Tony Gill）
- 青訓學院高級物理治療師：曼迪·約翰遜（Mandy Johnson）
- 青訓學院物理治療師：約翰·達文（John Davin）、理察·梅朗（Richard Merron）

## 年度最佳球員
在1990年以前，每年只頒發一個「年度最佳青年球員」。於1990年以後，獎項一分為二，「年度最佳青年球員」以長年擔任马特·巴斯比助手於1989年逝世的吉米·墨菲（Jimmy Murphy）命名；而新增的「年度最佳預備隊球員」則以前球會市席路易斯·爱德华兹（Louis Edwards）的妹夫登齐尔·哈龙（Denzil Haroun）命名。
歷來只有马克·休斯、李·安德鲁·马丁（Lee Andrew Martin）、瑞恩·吉格斯及韦斯·布朗四位球員兩獲「年度最佳青年球員」殊榮，而马克·罗宾斯則分別獲得「年度最佳青年球員」及「年度最佳預備隊球員」的獎項。
| 年度      | 球迷會年度最佳青年球員                | 球迷會年度最佳青年球員                              |
| --------- | ------------------------------------- | --------------------------------------------------- |
| 1982/83年 | 诺曼·怀特塞德（Norman Whiteside）     | 诺曼·怀特塞德（Norman Whiteside）                   |
| 1983/84年 | 马克·休斯（Mark Hughes）              | 马克·休斯（Mark Hughes）                            |
| 1984/85年 | 马克·休斯（Mark Hughes）              | 马克·休斯（Mark Hughes）                            |
|           | 登齐尔·哈龙年度最佳青年球員           |                                                     |
| 1985/86年 | 西蒙·拉特克利夫（Simon Ratcliffe）    | 西蒙·拉特克利夫（Simon Ratcliffe）                  |
| 1986/87年 | 加里·沃尔什（Gary Walsh）             | 加里·沃尔什（Gary Walsh）                           |
| 1987/88年 | 李·安德鲁·马丁（Lee Andrew Martin）   | 李·安德鲁·马丁（Lee Andrew Martin）                 |
| 1988/89年 | 马克·罗宾斯（Mark Robins）            | 马克·罗宾斯（Mark Robins）                          |
|           | 吉米·墨菲 年度最佳青年球員            | 登齐尔·哈龙 年度最佳預備隊球員                      |
| 1989/90年 | 李·安德鲁·马丁（Lee Andrew Martin）   | 马克·罗宾斯（Mark Robins）                          |
| 1990/91年 | 瑞恩·吉格斯（Ryan Giggs）             | 杰森·利迪亚特（Jason Lydiate）                      |
| 1991/92年 | 瑞恩·吉格斯（Ryan Giggs）             | 布莱恩·凯里（Brian Carey）                          |
| 1992/93年 | 保羅·史高斯（Paul Scholes）           | 科林·麦基（Colin McKee）                            |
| 1993/94年 | 菲尔·内维尔（Phil Neville）           | 尼基·巴特（Nicky Butt）                             |
| 1994/95年 | 特里·库克（Terry Cooke）              | 凯文·皮尔金顿（Kevin Pilkington）                   |
| 1995/96年 | 罗尼·沃尔沃克（Ronnie Wallwork）      | 迈克尔·阿普尔顿（Michael Appleton）                 |
| 1996/97年 | 约翰·柯蒂斯（John Curtis）            | 迈克尔·克莱格（Michael Clegg）                      |
| 1997/98年 | 韦斯·布朗（Wes Brown）                | 迈克尔·特威斯（Michael Twiss）                      |
| 1998/99年 | 韦斯·布朗（Wes Brown）                | 马克·威尔逊（Mark Wilson）                          |
| 1999/00年 | 博扬·乔尔季奇（Bojan Djordjic）       | 莊拿芬·格寧（Jonathan Greening）                    |
| 2000/01年 | 阿兰·塔特（Alan Tate）                | 迈克尔·斯图尔特（Michael Stewart）                  |
| 2001/02年 | 保罗·蒂尔尼（Paul Tierney）           | 約翰·奧沙（John O'Shea）                            |
| 2002/03年 | 本·科莱特（Ben Collett）              | 达伦·弗莱彻（Darren Fletcher）                      |
| 2003/04年 | 乔纳森·斯佩克特（Jonathan Spector）   | （David Jones）                                     |
| 2004/05年 | 朱塞佩·罗西（Giuseppe Rossi）         | 西尔万·埃班克斯-布莱克（Sylvan Ebanks-Blake）       |
| 2005/06年 | 达隆·吉布森（Darron Gibson）          | 朱塞佩·罗西（Giuseppe Rossi）                       |
| 2006/07年 | 莱格·卡斯卡特（Craig Cathcart）       | （Kieran Lee）                                      |
| 2007/08年 | 丹尼·维尔贝克（Danny Welbeck）        | 理查德·埃克斯利（Richard Eckersley）                |
| 2008/09年 | 费德里科·马凯达（Federico Macheda）   | 詹姆斯·切斯特（James Chester）                      |
| 2009/10年 | 威尔·基恩（William "Will" Keane）     | 里奇·德莱特（Ritchie De Laet）                      |
| 2010/11年 | 萊安·滕尼克利夫（Ryan Tunnicliffe）   | 奧利佛·吉爾（Oliver Gill）                          |
| 2011/12年 | 馬茨·莫勒·達赫利（Mats Møller Dæhli） | 麥可·基恩（Michael Keane）                          |
| 2012/13年 | 斑·皮雅臣（Ben Pearson）              | 阿德南·亞努扎伊（Adnan Januzaj）                    |
| 2013/14年 | 詹姆斯·威爾遜（James Wilson）         | 薩迪·揚科（Saidy Janko）                            |
| 2014/15年 | 阿克塞爾·圖安澤比（Axel Tuanzebe）    | 安達斯·彭利拿（Andreas Pereira）                    |
| 2015/16年 | 馬庫斯·拉什福德（Marcus Rashford）    | 金馬倫·博斯维克-傑克森（Cameron Borthwick-Jackson） |
| 2016/17年 | 安祖·高美斯（Angel Gomes）            | 阿克塞爾·圖安澤比（Axel Tuanzebe）                  |
| 2017/18年 | 鐘塔西（Tahith Chong）                | 狄米崔·米切爾（Demetri Mitchell）                   |
| 2018/19年 | 梅森·格林伍德（Mason Greenwood）      | 鐘塔西（Tahith Chong）                              |

## 著名青訓學院及青年隊球員
無數曼聯青訓學院球員在曼聯或其他球會以職業足球運動員作為事業，以下為曾經代表所屬國家地區參加成年國際賽及/或在高水平球會賽事常規參賽的球員名單：
- Adnan Ahmed
- Arthur Albiston
- 本·阿莫斯（Ben Amos）
- John Aston, Sr.
- John Aston, Jr.
- 菲尔·巴德斯利（Phil Bardsley）
- 大卫·贝克汉姆（David Beckham）
- 乔夫·本特（Geoff Bent）
- 佐治·貝斯（George Best）
- Clayton Blackmore
- Jackie Blanchflower
- 费比安·布兰迪（Febian Brandy）
- Grant Brebner
- Shay Brennan
- 韦斯·布朗（Wes Brown）
- 阿歷士·布魯士（Alex Bruce）
- 羅傑·伯恩（Roger Byrne）
- Francis Burns
- 尼基·巴特（Nicky Butt）
- 弗雷泽·坎贝尔（Fraizer Campbell）
- 約翰尼·凱利（Johnny Carey）
- 克雷格·卡斯卡特（Craig Cathcart）
- 博比·查尔顿（Bobby Charlton）
- 占士·謝斯達（James Chester）
- 汤姆·克莱维利（Tom Cleverley）
- Henry Cockburn
- 埃迪·科尔曼（Eddie Coleman）
- Kenny Cooper
- Ronnie Cope
- Jack Crompton
- 丹尼尔·德林沃特（Danny Drinkwater）
- Dick Duckworth
- Mike Duxbury
- 比歷克（Sylvan Ebanks-Blake）
- 亞當·艾卡斯利（Adam Eckersley）
- 理察·艾卡斯利（Richard Eckersley）
- 邓肯·爱德华兹（Duncan Edwards）
- 科尼·埃文斯（Corry Evans）
- 乔尼·埃文斯（Jonny Evans）
- John Fitzpatrick
- 达伦·弗莱彻（Darren Fletcher）
- 比尔·福尔克斯（Bill Foulkes）
- David Gaskell
- 达隆·吉布森（Darron Gibson）
- Don Gibson
- 瑞恩·吉格斯（Ryan Giggs）
- 尊尼·基路士（Johnny Giles）
- Keith Gillespie
- Shaun Goater
- Freddie Goodwin
- Alan Gowling
- Brian Greenhoff
- 莊拿芬·格寧（Jonathan Greening）
- Billy Griffiths
- Danny Guthrie
- Vince Hayes
- 大衛·希利（David Healy）
- 萨姆·休森（Sam Hewson）
- 希堅保咸（Danny Higginbotham）
- Graeme Hogg
- Dick Holden
- 马克·休斯（Mark Hughes）
- 马修·詹姆斯（Matthew James）
- 里斯·詹姆斯（Reece James）
- Steve James
- 阿德南·贾努扎伊（Adnan Januzaj）
- David Johnson
- Mark Jones
- Ritchie Jones
- 大卫·琼斯（David Jones）
- 迈克尔·基恩（Michael Keane）
- 威尔·基恩（Will Keane）
- 布莱恩·基德（Brian Kidd）
- Jovan Kirovski
- Kieran Lee
- 杰西·林加德（Jesse Lingard）
- 馬捷達（Federico Macheda）
- Tom Manley
- 李·安德鲁·马丁（Lee Andrew Martin）
- 李·罗伯特·马丁（Lee Robert Martin）
- David McCreery
- Billy McGlen
- 保羅·麥堅尼斯（Paul McGuinness）
- 韋夫·麥堅尼斯（Wilf McGuinness）
- 萨米·麦克罗伊（Sammy McIlroy）
- 保羅·麥沙尼（Paul McShane）
- Jack Mew
- Charlie Mitten
- Kenny Morgans
- Johnny Morris
- 拿華·摩利遜（Ravel Morrison）
- Philip Mulryne
- Colin Murdock
- 加利·尼維利（Gary Neville）
- 菲尔·内维尔（Phil Neville）
- Jimmy Nicholl
- 約翰·奧沙（John O'Shea）
- 安達斯·彭利拿（Andreas Pereira）
- Stan Pearson
- 大卫·佩格（David Pegg）
- 碧基（Gerard Piqué）
- 戴维·普拉特（David Platt）
- 保罗·博格巴（Paul Pogba）
- 丹尼·佩治（Danny Pugh）
- 馬古斯·拉舒福特（Marcus Rashford）
- 基蘭·李察遜（Kieran Richardson）
- Jimmy Rimmer
- Andy Ritchie
- 马克·罗宾斯（Mark Robins）
- 朱塞佩·罗西（Giuseppe Rossi）
- Jimmy Ryan
- David Sadler
- 羅比·沙維治（Robbie Savage）
- Albert Scanlon
- 保羅·史高斯（Paul Scholes）
- 瑞安·肖克洛斯（Ryan Shawcross）
- Jack Silcock
- 丹尼·辛普森（Danny Simpson）
- 史柏達（Jonathan Spector）
- Joe Spence
- Michael Stewart
- 诺比·斯泰尔斯（Nobby Stiles）
- Ben Thornley
- 詹姆斯·威尔逊（James Wilson）
- 丹尼斯·维奥勒（Dennis Viollet）
- Ronnie Wallwork
- 丹尼·维尔贝克（Danny Welbeck）
- Arthur Whalley
- 比利·维兰（Billy Whelan）
- Tony Whelan
- 诺曼·怀特塞德（Norman Whiteside）
- Walter Winterbottom
- 查理·史葛（Charlie Scott）

## 外部連結
- 曼聯預備隊官網 （页面存档备份，存于）
- 曼聯青訓學院官網 （页面存档备份，存于）
- 預備組超級聯賽北部賽區 （页面存档备份，存于）